# Christoffel Jacob Bouwkamp
Christoffel Jacob Bouwkamp, nizozemski matematik in fizik, * 26. junij 1915, Hoogkerk, Nizozemska, † 23. februar 2003, Eindhoven, Nizozemska.
Bouwkamp je najbolj znan po svojem delu s področja teorije uklona.

## Življenje in delo
Študiral je na Univerzi v Groningenu in diplomiral leta 1938 iz matematike, mehanike in teoretične fizike. Še kot študent je objavil pet člankov. Med letoma 1939 in 1940 je služil vojaški rok. Leta 1941 je na isti univerzi doktoriral pod Zernikeovim mentorstvom o uklonu okroglih odprtin z disertacijo Teoretična in numerična obravnava uklona skozi krožno odprtino (Theoretische en numerieke behandeling van de buiging door een ronde opening). V disertaciji je obravnaval algoritmični pristop s strogimi ocenami točnosti. Dva meseca je predaval mehaniko in kvantno mehaniko na Univerzi v Groningenu, nato pa je 1. marca 1941 odšel v Philipsove raziskovalne laboratorije v Eindhovnu, kjer je ostal do svoje upokojitve leta 1975. Tu je bil vodja skupine in po upokojitvi svetovalec. Med letoma 1955 in 1958 je bil izredni profesor uporabne matematike na Univerzi v Utrechtu in med letoma 1958 in 1980 na Tehniški univerzi v Eindhovnu.
V Philipsu je delal na teoriji anten. Tam je skupaj z de Bruijnom napisal esej o problemu optične porazdelitve moči v žičnati anteni. V letu 1954 je objavil teorijo uklona. V njej je popravil Bethejeve in Copsonove napake. Spor so obravnavali v reviji Mathematical Reviews, kjer je bil Bouwkamp recenzent med letoma 1947 in 1980.
Od 1940-ih se je ukvarjal z razvedrilno matematiko in je s tega področja objavljal, na primer o razstavitvi pravokotnikov v kvadrate (kvadratura kvadrata) in problemih s pentominami. Dopisoval si je s Tuttejem o razstavitvi pravokotnikov v kvadrate in o prezgodnjem reševanju problema na računalnikih. Njegov podiplomski študent Arie Duijvestijn (1927–1998) je leta 1962 doktoriral pri njem na Tehniški univerzi v Eindhovnu.
Leta 1960 je Bouwkamp postal član Kraljeve nizozemske znanstvene družbe. Od leta 1947 je bil član Ameriškega matematičnega društva.
Bil je strasten zbiratelj znamk in kovancev. Od leta 1943 je bil poročen z Alido Hendriko van der Veer s katero je imel hčer Christine Margriet.
Po Keplerju in po njem se imenuje Kepler-Bouwkampova konstanta, ki podaja polmer limitnega procesa zaporednega izmeničnega včrtavanja mnogokotnikov in njim včrtanih krožnic v enotsko krožnico. Bouwkamp je verjetno leta 1965 z dvema metodama hitro konvergentnih neskončnih vrst prvi pravilno izračunal vrednost te konstante na šestnajst decimalnih mest.

## Izbrana dela
- Bouwkamp, Christoffel Jacob; de Bruijn, Nicolaas Govert (1946). »The problem of optimum antenna current distribution«. Philips Research Reports. Zv. 1. str. 135–158.
- Bouwkamp, Christoffel Jacob (1950). »On the freely vibrating circular disk and the diffraction by circular disks and holes«. Physica. Zv. 16. str. 1–16.
- Bouwkamp, Christoffel Jacob (1950). »On the diffraction of electromagnetic waves by small circular disks and holes«. Philips Research Reports. Zv. 5. str. 401–422.
- Bouwkamp, Christoffel Jacob (1950). »On Bethe's theory of diffraction by small holes«. Philips Research Reports. Zv. 5. str. 321–332.
- Bouwkamp, Christoffel Jacob (1950). »On integrals occurring in the theory of diffraction of electromagnetic waves by a circular disk«. Proceedings of the Koninklijke Nederlandse Akademie van Wetenschappen: Series A: Mathematical Sciences. Zv. 53, št. 5. str. 654–. ISSN 0023-3358. Arhivirano iz prvotnega spletišča dne 9. junija 2020. Pridobljeno 14. junija 2015.
- Bouwkamp, Christoffel Jacob (1954). »Diffraction theory«. Reports on Progress in Physics. Zv. 17. str. 35–100.
- Bouwkamp, Christoffel Jacob (1992). »On some new simple perfect squared squares«. Discrete Mathematics. Zv. 106/107. str. 67–75. doi:10.1016/0012-365X(92)90531-J.
- Bouwkamp, Christoffel Jacob; Duijvestijn, A. J. W. (november 1992). »Catalogue of Simple Perfect Squared Squares of orders 21 through 25« (PDF). EUT Report 92-WSK-03. Tehniška univerza v Eindhovnu.{{navedi revijo}}:  Vzdrževanje CS1: samodejni prevod datuma (povezava)
- Bouwkamp, Christoffel Jacob; Duijvestijn, A. J. W. (december 1994). »Album of Simple Perfect Squared Squares of order 26« (PDF). EUT Report 94-WSK-02. Tehniška univerza v Eindhovnu.{{navedi revijo}}:  Vzdrževanje CS1: samodejni prevod datuma (povezava)
- Bouwkamp, Christoffel Jacob (Julij 1998). »Perfect Squared Squares of order 27« (PDF). EUT Report 98-WSK-01. Tehniška univerza v Eindhovnu.